# Drepanostachyum annulatum
Drepanostachyum annulatum är en gräsart som beskrevs av Christopher Mark Adrian Stapleton. Drepanostachyum annulatum ingår i släktet Drepanostachyum och familjen gräs. Inga underarter finns listade i Catalogue of Life.